# 愛沙尼亞克朗
愛沙尼亞克朗（符號：kr; 代碼：EEK）是愛沙尼亞在1928年至1940年，以及1992年至2011年使用的貨幣。在2011年1月1日至1月14日，克朗和歐元在愛沙尼亞同時流通。此後歐元成為愛沙尼亞唯一的法定貨幣。克朗的輔幣單位是分，1克朗等於100分。「克朗」是北歐多國的貨幣名稱（如瑞典克朗、丹麥克朗、挪威克朗），語源是拉丁語的「王冠」（corona）一詞。
克朗在1928年取代愛沙尼亞馬克成為愛沙尼亞的貨幣。1940年，由於蘇聯侵略，蘇聯盧布取代克朗，成為愛沙尼亞貨幣。在愛沙尼亞再次獨立之後，克朗在1992年重新成為愛沙尼亞貨幣，直到2011年被歐元取代。

## 第一次克朗，1928年至1940年

### 歷史
克朗在1928年9月1日成為愛沙尼亞的貨幣，兌換匯率是1克朗等於100馬克。1克朗等於100分。愛沙尼亞克朗和瑞典克朗匯率掛鉤，兩者等值。其金本位擔保是2480克朗=1千克純金，為克朗提供了信用支撐，並促進愛沙尼亞經濟恢復和信用提高。
在大蕭條期間，愛沙尼亞克朗在1933年放棄金本位，貶值35%，並以1英鎊=18.35克朗的固定匯率和英鎊掛鉤。直到蘇聯在1940年佔領之前，愛沙尼亞克朗都維持了固定匯率。蘇聯當局規定的交換匯率是1蘇聯盧布 = 0.8克朗。

## 第二次克朗，1992年至2010年

### 歷史
克朗在1992年6月20日再次成為愛沙尼亞貨幣，並以1克朗=10盧布的匯率取代蘇聯盧布。每個人可以最多兌換1500盧布。愛沙尼亞最初和德國馬克實施固定匯率，8克朗=1德國馬克。在歐元啟用之後，由於德國馬克兌換歐元的匯率固定在1.95583馬克=1歐元，愛沙尼亞克朗兌歐元的匯率固定在15.64664克朗=1歐元。2004年6月28日，由於愛沙尼亞加入ERM II，愛沙尼亞克朗兌歐元的匯率小幅變更至15.6466克朗=1歐元.2011年1月1日，歐元取代克朗，成為愛沙尼亞的官方貨幣。但克朗仍然維持法償地位至2011年1月15日。但民眾仍可在愛沙尼亞銀行無限期將愛沙尼亞克朗兌換為歐元。

### 紙幣
1992年時，愛沙尼亞克朗發行有1、2、5、10、25、100、500克朗的紙幣。部分5、10、25、100、500克朗發行於1991年。1994年，愛沙尼亞銀行開始發行50克朗紙幣。1克朗和50克朗紙幣僅發行過一次。
| 1992–2011 紙幣 | 1992–2011 紙幣 | 1992–2011 紙幣 | 1992–2011 紙幣 | 1992–2011 紙幣 | 1992–2011 紙幣       | 1992–2011 紙幣             |
| 外觀           | 外觀           | 面值           | 歐元價值       | 主要顏色       | 說明                 | 說明                       |
| 正面           | 反面           | 面值           | 歐元價值       | 主要顏色       | 正面                 | 反面                       |
| -------------- | -------------- | -------------- | -------------- | -------------- | -------------------- | -------------------------- |
|                |                | 1克朗          | €0.06          | 橙色/棕色      | 克里斯蒂安·勞德      | 座堂山城堡                 |
|                |                | 2克朗          | €0.13          | 灰藍色         | 卡爾·恩斯特·馮·貝爾  | 塔爾圖大學                 |
|                |                | 5克朗          | €0.32          | 橙色           | 保羅·凱列斯          | 赫爾曼城堡和伊萬哥羅德要塞 |
|                |                | 10克朗         | €0.64          | 粉色           | 雅各布·哈特          | 塔姆-勞里橡樹              |
|                |                | 25克朗         | €1.60          | 綠色           | 安東·漢森·塔姆薩雷   | 瓦尔加迈埃村               |
|                |                | 50克朗         | €3.20          | 深綠色         | 魯道夫·托比亞斯      | 愛沙尼亞劇場               |
|                |                | 100克朗        | €6.40          | 淺藍色         | 莉迪亞·科伊杜拉      | 波羅的陡崖                 |
|                |                | 500克朗        | €31.96         | 紫色           | 卡爾·羅伯特·雅各布森 | 家燕                       |

### 硬幣
1992年，愛沙尼亞銀行發行了5、10、20、50分和1克朗硬幣。1克朗使用白銅鑄造，其他硬幣使用鋁銅合金製造。1997年，鑄造了鍍鎳鋼的20分硬幣。1994年後就沒有生產5分硬幣，但仍然有法律地位。1998年，由於1克朗硬幣的重量和成分都和德國馬克的1馬克硬幣太過類似，愛沙尼亞銀行鑄造了鋁銅合金1克朗硬幣，取代白銅硬幣。5克朗硬幣是紀念幣，很少流通。
| 外觀 | 幣值  | 技術數據 | 技術數據 | 技術數據 | 技術數據                |
| 外觀 | 幣值  | 直徑     | 重量     | 邊緣     | 材質                    |
| ---- | ----- | -------- | -------- | -------- | ----------------------- |
|      | 5分   | 15.95 mm | 1.29 g   | 光滑     | 銅93%、鋁5%、鎳2%       |
|      | 10分  | 17.20 mm | 1.87 g   | 光滑     | 銅93%、鋁5%、鎳2%       |
|      | 20分  | 18.95 mm | 2.27 g   | 光滑     | 銅93%、鋁5%、鎳2%       |
|      | 20分  | 18.95 mm | 2.00 g   | 光滑     | 鍍鎳銅                  |
|      | 50分  | 19.50 mm | 3 g      | 光滑     | 銅93%、鋁5%、鎳2%       |
|      | 1克朗 | 23.25 mm | 5 g      | 鋸齒     | 銅89%、鋁5%、鋅5%、錫1% |
|      | 5克朗 | 26.20 mm | 7.1 g    | 鋸齒     | 銅89%、鋁5%、鋅5%、錫1% |

## 外部連結
- Estonian Kroon: Full Catalog of Banknotes (1991-2008) （页面存档备份，存于）
- The Estonian banknotes （页面存档备份，存于） （英語和德語）